# Naaja Nathanielsenová
Naaja Hjelholt Nathanielsenová (* 6. prosince 1975, Tasiilaq) je grónská politička ze strany Inuit Ataqatigiit. V letech 2009 až 2016 byla poslankyní grónského parlamentu, od roku 2021 v něm opět zasedá. Od roku 2016 je ředitelkou grónského odboru vězeňství a probace a od roku 2021 do března 2025 byla ministryní pro bydlení, infrastrukturu, přírodní zdroje, spravedlnost a rovnost žen a mužů. Ve funkci ministryně pro přírodní zdroje zakázala těžbu uranu. Je feministkou a vystupovala proti domácímu násilí v zemi. Od předčasných voleb v březnu 2025 zastává funkci ministryně průmyslu a nerostných surovin.

## Životopis
Naaja Nathanielsenová se narodila 6. prosince 1975. V letech 2009 až 2016 působila jako poslankyně v Inatsisartutu v letech 2009 až 2016. Před volbami v březnu 2016 odešla ze strany, údajně kvůli tomu, že s ní nebyly konzultovány politické změny.
Od roku 2016 působila jako ředitelka odboru vězeňství a probace. V parlamentních volbách 2021 kandidovala za stranu Inuit Ataqatigiit a byla zvolena. 23. dubna téhož roku se stala ministryní pro bydlení, infrastrukturu, přírodní zdroje a rovnost žen a mužů země v Egedeho kabinetu, později převzala i resort spravedlnosti po Eqaluk Høegh. Ve své funkci schválila rozšíření těžby, včetně zkoumání rozsahu podzemních radioaktivních prvků, ale odmítla povolit těžbu uranu. Navrhla úplný zákaz těžby uranu, který prošel parlamentem a byl uveden v platnost. Zrušila také licenci čínské společnosti na těžbu železa poblíž Nuuku s tím, že společnost nedodržela lhůty týkající se odměn a činnosti. Grónsko také během její činnosti stoplo těžbu ropy na svém území.
Je feministka a tvrdí, že v politice existuje rozsáhlé rozdělení moci v důsledku patriarchátu. Tvrdí, že násilí na ženách v Grónsku nelze přičítat pouze zneužívání alkoholu, protože násilí „se děje více ženám než mužům“. Ačkoli je přesvědčena, že mezi všemi inuitskými národy existují podobnosti, domnívá se, že výzvy k sebeurčení Inuitů v Grónsku – jako je nezávislost Grónska – jsou problematické, protože zobecnit inuitský pohled na svět není možné ani v rámci země. Řekla, že nezávislost je konečným cílem její práce, přičemž mezitím bude nadále pracovat na „širší dohodě s Dánskem“.
Nathanielsen je také členem správní rady Elitesport Greenland a grónské sekce Transparency International.